# Мухаммед бен Арафа
Мухаммед (VI) бен Aрафа (или Бен Аараф; араб. محمد بن عرفة‎; ок. 1889, Фес — 17 июля 1976, Ницца) — антисултан Марокко из династии Алауитов.
Мухаммед бен Арафа не пользовался популярностью в народе. Заняв трон по решению французской колониальной администрации, получил прозвище «Султан Франции».

## Биография
Второй сын мулая Арафы бен Мухаммеда (который некоторое время был генерал-губернатором Феса) и лаллы Нисифы аль-Глауи; внук марокканского султана Мухаммеда IV. Получил домашнее образование.
Далее продолжил учёбу в знаменитом университете Аль-Карауин.

## Краткое правление антисултана (1953—1955)
В обстановке усложнения взаимоотношений между французскими властями и легитимным султаном Мухаммедом V (его двоюродным племянником и свояком) Мухаммед бен Арафа был 15 августа 1953 года провозглашён имамом Марракеша. 21 августа, на следующий день после ареста Мухаммеда V, бен Арафа был провозглашён Султаном Марокко (а также Султаном Феса, Тафилальта, Марракеша и Суса и Амиром правоверных). Интронизация прошла в Рабате 10 декабря 1953 года.
Легитимность его власти не была признана ни внутри страны (где почти все слои общества оставались лояльными законному султану), ни на международном уровне. Он быстро понял, что он совершил большую ошибку, и, опасаясь за свою безопасность, практически не появлялся за стенами своего дворца. В самом деле, через три недели после провозглашения султаном 11 сентября 1953 года после пятничной молитвы художник Аллал Бен Абдалла совершил покушение, но был застрелен охраной. Ещё через несколько месяцев Мухаммед VI избежал покушения в Марракеше.
При участии французской колониальной администрации был принят новый план, по которому предусматривалось создание марокканского правительства, отражающего различные течения марокканской общественности, но при сохранении на престоле Бен Арафа.
Французские генеральные резиденты (сначала Огюстен Гийом, а потом Франсис Лакост) постепенно лишали султанскую власть остатков её прерогатив. В результате исчезли последние подобия марокканского суверенитета: формально оставаясь протекторатом, на практике Марокко всё больше становилось квази-колоней, а Бен Арафа — французской марионеткой. Таким образом, Франция стремилась превратить Марокко в колониальную страну, непосредственно управляемую метрополией. Резидент и его аппарат становились единственными обладателями законодательной и исполнительной власти в Марокко. На массовые репрессии колониальных властей по стране началось вооруженное восстание.
24 мая 1955 года французский генерал-резидент в Касабланке провел конференцию по вопросу роста числа нападении, на котором присутствовали генерал Рэймонд Дюваль (командующий вооруженными силами в Марокко в 1949—1955 гг.) и представители службы безопасности.
Летом 1955 года напряжённость в Марокко ещё более усиливалась. Были застрелены несколько французских поселенцев, по всей стране жгли принадлежавшие им поля. Нападения националистов на шейхов и других марокканцев, символизировавших сотрудничество с колониалистами, происходили почти ежедневно. Различные организации сопротивления и освободительные группы пытались перейти к следующему уровню борьбы путём централизации действий на общенациональном уровне.

## Смещение с престола (октябрь 1955 г.)
В условиях роста националистического движения с требованием возвращения из ссылки экс-султана Мухаммеда V, консервативные сторонники антисултана бен Арафа предпринимали серьёзные усилия как в Париже, так и в Марокко, чтобы заблокировать попытки правительства отстранить его от престола в качестве первого шага к урегулированию марокканского кризиса.
Столкнувшись с волной забастовок, бунтов и всё разраставшихся вспышек насилия, французское правительство пришло к решению вернуть трон Мухаммеду V. По распространенной информации, бен Арафа должен был отречься от престола до 20 августа. Однако данное решение было отложено на некоторое время. Бен Арафа оценил своё отречение в 30 миллионов франков. 1 октября 1955 года он удалился в международный анклав в Танжере, но его бегство не положило конец политическому кризису во французском протекторате.. В конце концов бен Арафа 30 октября (ещё до возвращения Мухаммеда V) отрёкся от престола, а 5 ноября французское правительство официально признало Мухаммеда бен Юсуфа законным султаном.
Протесты против бен Арафы способствовали признанию марокканской независимости, которое было достигнуто в 1956 году.

## Годы эмиграции и смерть
После этого бывший султан проживал в изгнании, в основном во Франции; после смерти жены — несколько лет в почти полной изоляции. В 1960-е и 1970-е годы Хасан II отклонил его просьбы разрешить вернуться в Марокко, разрешив это его близким родственникам (в том числе, сыновьям). На закате жизни его дом обокрали: в частности была украдена королевская печать — последняя память о его недолгом пребывании у власти, — так и не найденная до сих пор.
Умер в 1976 году в Ницце. Насколько известно, он никогда не высказывался о причинах, побудивших его к сотрудничеству с колониальными властями.
Наследовавший в 1999 году власть сын Хасана II принял имя Мухаммед VI, ещё раз подчеркнув, что бен Арафа не был легитимным султаном.

## Семья
Жена: лалла Ханья бинт Тахар, дочь его двоюродного брата (её младшая сестра стала 1-й женой султана Мухаммеда V). В браке родилось 2 сына и 3 дочери, среди которых:
- мулай Ахмед, был женат на своей троюродной племяннице (правнучке султана Мухаммеда IV)
- мулай Абдул-Хамид, был женат на троюродной племяннице (сестре жены брата)
- лалла Халима (? — 2002), была замужем за мулаем Мухаммедом бен Исмаилом бен Аббасом (? — 1995; правнук мулая Абд ар-Рахмана, её троюродный дядя)

## Награды
- Большой крест ордена Почётного легиона (1953)